# エリアーヌ・ヴォージェル・ポルスキー
エリアーヌ・ヴォージェル・ポルスキー（Éliane Vogel-Polsky、1926年7月5日 - 2015年11月13日）は、ベルギー・ヘント出身の弁護士、フェミニストである。第一次世界大戦後、ロシア・ソビエト連邦社会主義共和国からベルギーへと移住したユダヤ人家族のもとに生まれる。主に女権拡張論の分野で活躍したことで知られるが、労働法の専門家でもあり、欧州連合の基本条約であるローマ条約の第119条は「エリアーヌの条文」という愛称で呼ばれることもある。1969年からブリュッセル自由大学の法学部で教鞭をとり、1991年に教授に昇進した。毎年著名なヨーロッパ人の名前が付けられている欧州大学院大学の奨励金制度は、2021年から2022年の奨励金制度をエリアーヌ・ヴォージェル・ポルスキーと名付けた。